# Cherry Burton
 (septembre 2023).
Pour les articles homonymes, voir Cherry et Burton.
Cherry Burton est une paroisse civile et un village du Yorkshire de l'Est, en Angleterre.